# Saloon Brawl
Saloon Brawl es un videojuego de beat 'em up desarrollado por Silent Bay Studios y publicado por Miniclip para navegador. Fue lanzado el 20 de enero de 2012.
Una secuela, Saloon Brawl 2 fue lanzada el mismo año.

## Jugabilidad
Saloon Brawl es un beat 'em up donde un sheriff se une a peleas en un salón y elimina a todos los demás vaqueros. Se pueden agarrar a los enemigos, lanzar objetos y desatar ataques especiales. Cuenta con controles simples: Las teclas de flecha para moverse; Z para bloquear; X para golpear; C para agarrar y Espacio para ataque especial.